# Paulo d'Eça Leal
Paulo Vicente Pereira de Eça Albuquerque Leal (15 de Julho de 1901 – 18 de Setembro de 1977) foi um atleta esgrimista olímpico português.
Ganhou a medalha de bronze de equipas de florete nos Jogos Olímpicos de 1928, juntamente com Mário de Noronha, Jorge de Paiva, Frederico Paredes, João Sasseti e Henrique da Silveira.